# Празник
Празникът (на старобългарски: праздьнъ – „празно време“) е ден от годината, в който по историческа традиция е прието времето да се прекарва без трудови или учебни занимания, като обикновено всеки празник има своя специфична церемония, например закичване на мартеници на Баба Марта, консумация на рибни ястия на Никулден, и т.н.
Празникът е ден в памет на значимо събитие или личност. Част от празниците са с фиксиран ден от календара (например Нова година), други са подвижни (най-често това са религиозни празници) и са свързани с фазите на Луната (т.нар. лунен календар, например Великден), има и празници празнувани в конретен ден от седмицата (например Ден на благодарността). Много религиозни празници са останали от Юлиянския календар (т.нар. стар стил), като по Грегорианския се празнуват със съответното отместване (добавят се 13 дни), например Трифоновден, който се празнува на 1 и 14 февруари. Когато празникът е в работен ден, според степента му на официалност, хората са освободени частично или напълно от работа или учение.

## Видове празници
Празникът може да бъде:
- национален – най-важният празник за една суверенна държава, много често това е денят на обявяване на нейната независимост;
- официален – неработни дни, специфични за всяка държава;
- религиозен – свързани с конкретна религия;
- професионален – свързани с определена професия, като се чества на една и съща дата във всички държави;
- неофициален – например Денят Пи;
- местен – празник, специфичен за конкретно място, т.нар. събор.

Някои празници може да са едновременно от два типа, например Коледа е религиозен и официален празник.